# 达尼埃尔·吉卢瓦
达尼埃尔·吉卢瓦（法語：Daniel Gillois，1888年2月5日—1959年12月28日），法国男子马术运动员。他曾代表法国参加1936年夏季奥林匹克运动会马术比赛，获得男子团体盛装舞步赛银牌。